# Орсинген-Ненцинген
Орсинген-Ненцинген (њем. Orsingen-Nenzingen) општина је у њемачкој савезној држави Баден-Виртемберг. Једно је од 25 општинских средишта округа Констанц. Према процјени из 2010. у општини је живјело 3.102 становника. Посједује регионалну шифру (AGS) 8335099.

## Географски и демографски подаци
Орсинген-Ненцинген се налази у савезној држави Баден-Виртемберг у округу Констанц. Општина се налази на надморској висини од 444 метра. Површина општине износи 22,2 km². У самом мјесту је, према процјени из 2010. године, живјело 3.102 становника. Просјечна густина становништва износи 140 становника/km².